# Kjeld Petersen
 Ikke at forveksle med Kjeld Pedersen.
Kjeld Petersen (født 1. juli 1920 i København, død 24. maj 1962 på Frederiksberg) var en dansk skuespiller.

## Liv og karriere
Petersen debuterede som skuespiller på Betty Nansen Teatret i 1939. Han optrådte siden på provinsturnéer, Aarhus Teater, samt forskellige københavnske og frederiksbergske scener, blandt andet Riddersalen, Apolloteatret, hos Stig Lommer gennem 1950'erne hos ABC-revyerne i komiker-duo med Dirch Passer. Herefter havde han engagement på Allé-Scenen og Folketeatret.
Kjeld Petersen var bror til filmkritikeren og manuskriptforfatteren Bent Grasten. Kjeld Petersen blev 2. maj 1953 gift i Birkerød Kirke med Ulla Krohn, men ægteskabet varede kun nogle få år. 
Han døde af en blodprop i hjertet i en alder af 41 år – natten efter premieren på forestillingen Holder De af Brams, Passer og Petersen?, som han medvirkede i sammen med Ingeborg Brams og Dirch Passer på ABC Teatret på Frederiksberg.

## Udvalgt filmografi
| - Den usynlige hær – 1945 - Far betaler – 1946 - Lise kommer til byen – 1947 - Tre år efter – 1948 - Kampen mod uretten – 1949 - Op og ned langs kysten – 1950 - Den opvakte jomfru – 1950 - Smedestræde 4 – 1950 - Fireogtyve timer – 1951 - Som sendt fra himlen – 1951 - Vores fjerde far – 1951 - Unge piger forsvinder i København – 1951 - Alt dette og Island med – 1951 | - Solstik – 1953 - I kongens klær – 1954 - Det var på Rundetårn – 1955 - Blændværk – 1955 - Gengæld – 1955 - Hvad vil De ha'? – 1956 - Færgekroen – 1956 - Den store gavtyv – 1956 - Skarpe skud i Nyhavn – 1957 - Sønnen fra Amerika – 1957 - Krudt og klunker – 1958 - Pigen og vandpytten – 1958 - Seksdagesløbet – 1958 | - Helle for Helene – 1959 - Pigen i søgelyset – 1959 - Poeten og Lillemor – 1959 - Soldaterkammerater rykker ud – 1959 - Vi er allesammen tossede – 1959 - Kvindelist og kærlighed – 1960 - Skibet er ladet med... – 1960 - Den grønne elevator – 1961 - Løgn og løvebrøl – 1961 - Reptilicus – 1961 - Lykkens musikanter – 1962 - Det tossede paradis – 1962 - Sømænd og svigermødre – 1962 |